# فیصل حمدانی
فیصل حمدانی (انگلیسی: Fayçal Hamdani؛ زادهٔ ۱۳ ژوئیهٔ ۱۹۷۰) بازیکن فوتبال اهل الجزایر بود.
از باشگاه‌هایی که در آن بازی کرده‌است می‌توان به باشگاه فوتبال اتحاد الجزایر اشاره کرد.
وی همچنین در تیم ملی فوتبال الجزایر بازی کرده‌است.